# Présidence bulgare du Conseil de l'Union européenne en 2018
Présidence estonienne du Conseil de l'Union européenne en 2017 Présidence autrichienne du Conseil de l'Union européenne en 2018
La présidence bulgare du Conseil de l'Union européenne en 2018 est la première présidence du Conseil de l'Union européenne assurée par la Bulgarie.
Durant du 1er janvier au 30 juin 2018, elle a fait suite à la présidence estonienne du Conseil de l’Union européenne, qui avait commencé le 1er juillet 2017, et a précédé la présidence autrichienne, qui commencera le 1er juillet 2018.

## Priorités

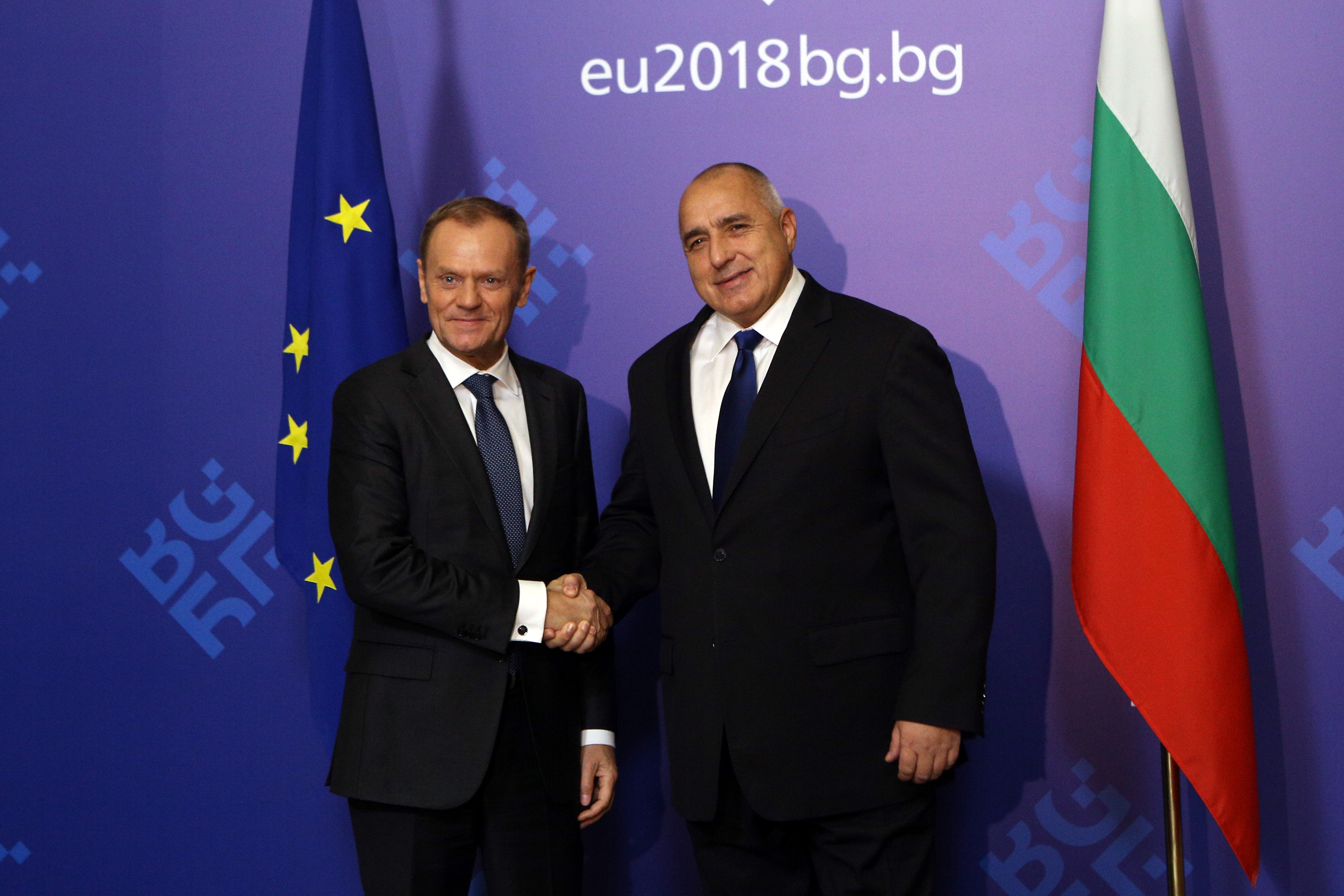
Donald Tusk et Boyko Borissov lors de la présentation du programme de la présidence bulgare.

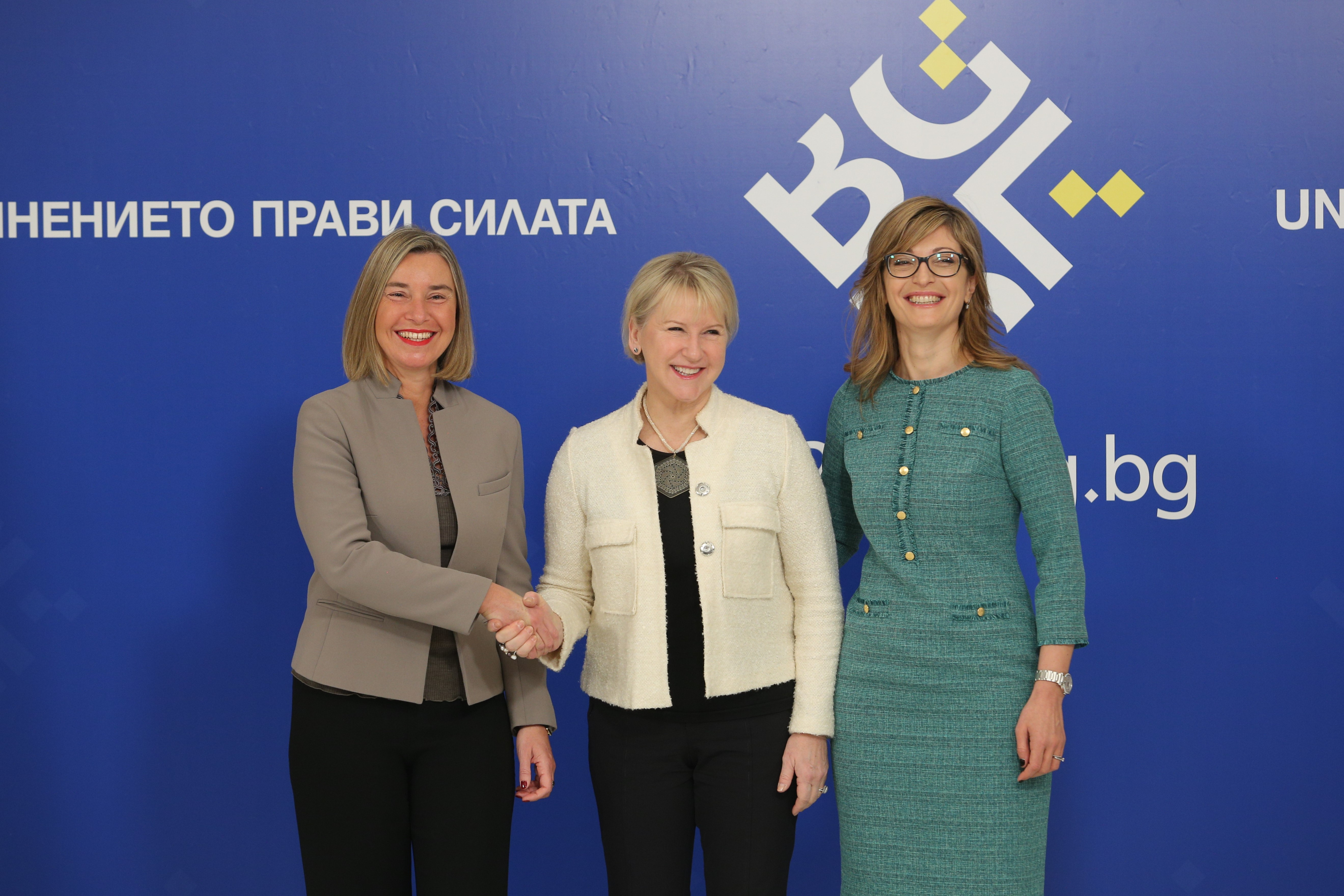
Federica Mogherini, Margot Wallström et Ekaterina Zakharieva lors du organisé à cette même occasion.

Le 1er janvier 2018, dix ans après son adhésion à l'UE, la Bulgarie assure pour la première fois la présidence tournante du Conseil de l'UE. Le slogan de la présidence est « l'union fait la force » car celle ci souhaite « travailler pour l'Union, tant des États membres que des institutions européennes ».
La Présidence bulgare de l'Union se donne trois priorités : 
- Une Europe sûre ;
- Une Europe stable ;
- Une Europe solidaire ;

Qu'elle souhaite réaliser en se basant sur trois « volontés » :
- Consensus ;
- Compétitivité ;
- Cohésion.

Quatre grands thèmes seront ainsi abordés en plus des sujets d'actualité que sont la procédure de retrait du Royaume-Uni et la procédure administrative déclenchée contre le gouvernement polonais :
- L'avenir de l'Europe et les jeunes ;
- Les Balkans occidentaux ;
- La sécurité et la stabilité ;
- L'économie numérique.

## Identité visuelle
Le logo de la présidence bulgare du Conseil de l’UE en 2018 est composé des trois symboles les plus éloquents de l’identité bulgare : l’alphabet cyrillique, la broderie bulgare et les couleurs nationales. Le logo exprime l’idée que la Bulgarie fait partie intégrante de l’Europe, mais il suggère aussi ce qui la rend unique parmi les pays de l’Union européenne.
Il est l’œuvre du peintre Todor Anguelov et a été sélectionné par un jury de professionnels, motivés par l’idée de retenir un projet original et novateur.
L’identité visuelle de la présidence bulgare se caractérise par les couleurs de l’Union européenne, les éléments ayant été empruntés aux étoiles sur le drapeau de l’Union. Elle a été réalisée par une équipe d’artistes de l’Académie nationale des Beaux-Arts : Svetlin Balezdrov, Nenko Athanassov et Milena Abanos, qui avait comme consultants le professeur Gueorgui Yankov et le maître de conférences Miroslav Bogdanov.

## Sources